# سیارک ۱۷۹۶۱
سیارک ۱۷۹۶۱ (به انگلیسی: 17961 Mariagorodnitsky، نامگذاری:1999JB37) هفده هزار و نهصد و شصت و یکمین سیارک کشف شده‌است که در ۱۰ مه ۱۹۹۹ کشف شد.
قدر مطلق سیارک برابر ۱۶.۲ است.